# GameStop
GameStop ist eine US-amerikanische Einzelhandelskette für Computerspiele und Unterhaltungssoftware. Das börsennotierte Unternehmen ist außerdem Eigentümer der Tochtergesellschaften EB Games, ThinkGeek (1999 bis 2019), Geeknet (seit 2015), Moviestop, ZiNG Pop Culture und Micromania-Zing. GameStop war zudem Herausgeber des 2024 eingestellten Computerspielemagazins Game Informer.

## Verbreitung von GameStop
Niederlassungen von GameStop gibt es gegenwärtig in Australien, Frankreich, Italien, Kanada, Neuseeland, und den Vereinigten Staaten. Das Unternehmen betreibt weltweit mehr als 4400 Filialen, über 830 davon in Europa.

## Geschichte

### Ursprünge und Vorgänger
Die Ursprünge des Unternehmens gehen auf das Softwarehandelsunternehmen Babbage's zurück, das zwischen 1984 und 1994 in den Vereinigten Staaten von den Harvard-Business-School-Absolventen James McCurry und Gary M. Kusin betrieben wurde. Der Name ist dabei Charles Babbage gewidmet. Schnell begann das Unternehmen sich auf Konsolenspiele zu fokussieren und fusionierte 1994 mit Software Etc. zur gemeinsamen NeoStar Retail Group. Zwischen 1996 und 1999 wurde der Vertrieb unter dem neugegründeten Unternehmen Babbage’s Etc. fortgesetzt.
1999 wurde das Unternehmen von Barnes & Noble für 215 Millionen US-Dollar aufgekauft. Im Mai 2000 kaufte Barnes & Noble das Computerspielhandelsunternehmen Funco für 160 Millionen US-Dollar auf und erwarb dadurch auch die Rechte an dem Computerspielmagazin Game Informer, das 1991 erstmals veröffentlicht wurde. Im Dezember wurde Funco in GameStop umbenannt. Im Februar 2002 wurde GameStop an die Börse gebracht.

### Aufschwung (2004 bis 2016) und Kritik an Geschäftspraktiken
2005 erwarb GameStop für 1,44 Milliarden US-Dollar das Computerspielhandelsunternehmen EB Games und konnte dadurch weltweit wachsen. Im Laufe der Zeit kaufte das Unternehmen auch weitere Handelsunternehmen für Computerspiele auf. Ein wirtschaftlicher Aufschwung gelang dem Unternehmen auch durch den Wiederverkauf und Tausch von gebrauchten Spielen und Hardware zu einem vergünstigten Preis. Dieses Modell wird zum einen von Unternehmen aufgrund entgangener Einnahmen durch den Wiederverkauf und zum anderen von Verkäufern, aufgrund einer geringen Entlohnung im Vergleich zum Wiederverkaufspreis, kritisiert. Das 2017 gestartete Circle of Life-Programm, das darauf abzielte, den Wiederverkauf von Spielen zu erhöhen, geriet in die Kritik, da Angestellte eine bestimmte Quote erreichen mussten und dafür auch lügen durften. GameStop verzichtet nach eigenen Angaben nach den negativen Kritiken zu dem Programm auf die Überwachung der Quote seiner Mitarbeiter. Mitarbeiter berichten allerdings, dass GameStop trotzdem weitere ähnlich verwerfliche Geschäftspraktiken betreibt. Im Oktober 2017 führte GameStop in den Vereinigten Staaten ein Abomodell für gebrauchte Spiele ein. In die Kritik geriet das Unternehmen außerdem für Sicherheitslücken bei der Kreditkartenzahlung im Online-Handel.

### Abschwung (2016 bis 2020)

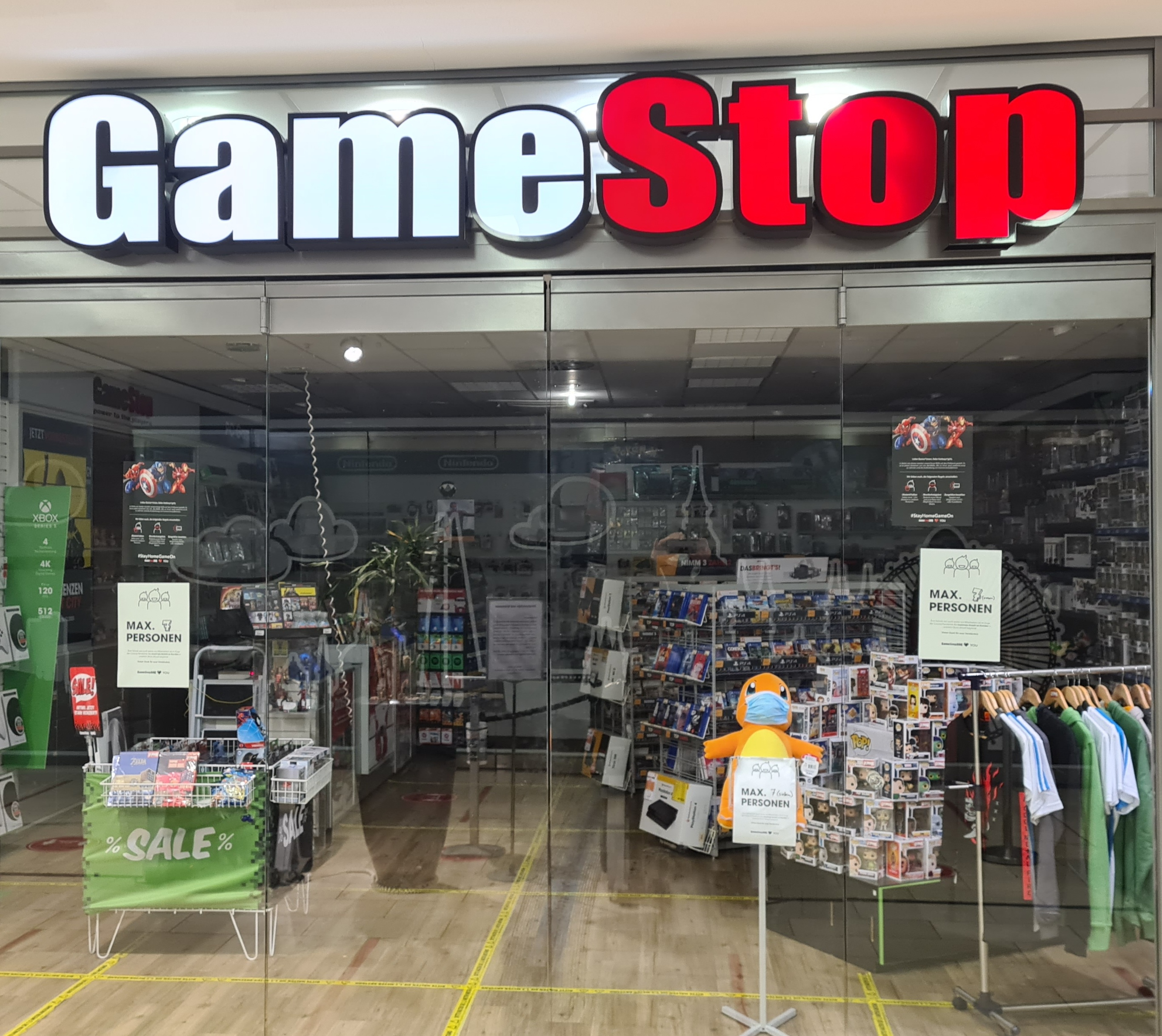
Laden in Wiesbaden (2021)

Seit 2016 fiel der Börsenwert des Unternehmens sukzessiv. Grund dafür war überwiegend der wachsende Online-Handel. Erste Schließungen von mehreren hundert Filialen aufgrund der Auslagerung des Software-Einzelhandels auf den Online-Handel fanden allerdings bereits 2012 statt. Weitere hundert Filialen wurden ab 2017 geschlossen. 2018 verzeichnete GameStop mit 673 Millionen US-Dollar den bis dato größten Verlust in der Firmengeschichte. Ein Verkauf des Unternehmens an einen neuen Investor ist daher seit 2018 nicht ausgeschlossen. 2019 gab GameStop bekannt, über 200 Filialen aufgrund gefallener Verkaufszahlen zu schließen. Im zweiten Quartal 2019 hat GameStop einen Verlust von 400 Millionen US-Dollar bekanntgeben.
Auch die COVID-19-Pandemie führte ab Frühjahr 2020 zu starken negativen wirtschaftlichen Folgen für das Unternehmen, da in vielen Ländern die Filialen vorübergehend geschlossen werden mussten. GameStop versuchte sich vorerst dagegen zu wehren und geriet in Kritik für mangelnde Sicherheitsmaßnahmen.

### Kursexplosion der Aktie im Januar 2021
Während der COVID-19-Pandemie hat der Konsum von Computerspielen deutlich zugenommen. Hiervon profitierte ab Herbst 2020 auch der Aktienkurs von GameStop, obwohl viele Filialen des Unternehmens geschlossen bleiben mussten. Anfang 2021 stieg der Kurs von 20 US-Dollar am 12. Januar bis auf über 480 US-Dollar am 28. Januar 2021. Als Grund dafür gilt der Einstieg des Investors Ryan Cohen, der GameStop stärker im Online-Vertrieb von Videospielen positionieren möchte. Angeheizt durch den Finanzanalysten Keith Gill und folgende Diskussionen auf Twitter und dem Subreddit WallStreetBets des Internetforums Reddit stiegen viele Privatanleger in die Aktie ein.
Hedgefonds hatten zuvor Leerverkäufe der Aktien von GameStop getätigt – weit mehr, als Aktien vorhanden sind, da sie fallende Kurse erwarteten und daraus Gewinne erzielen wollten. Im Zusammentreffen mit der kurstreibenden Spekulation der Privatanleger wurden die Leerverkäufer jedoch genötigt, ihre Positionen mit Rückkäufen zu jedem zustande kommenden Preis aufzulösen. Es kam zu einem Short Squeeze.
Es folgten politische Verwerfungen und Klagen, nachdem Robinhood, ein Online-Broker, unter dem Eindruck des Kurssprungs die Möglichkeit, auf der Plattform GameStop-Aktien zu kaufen, überraschend abgeschaltet hatte und vorübergehend nur noch das Verkaufen erlaubte. Das bremste den Kursanstieg und half so möglicherweise den Großanlegern, ihre Positionen auszugleichen.
In Deutschland unterbanden die Online-Broker Trade Republic und eToro eine Zeit lang den Kauf von GameStop und anderen Aktien.

### GameStopNFT-Marktplatz
Im Mai 2021 wurde bekannt, dass GameStop plant, einen NFT-Marktplatz auf Basis der Ethereum-Blockchain anzubieten. Mitte Januar 2024 wurde die Einstellung des NFT-Marktplatzes per Anfang Februar 2024 angekündigt.

## GameStop Deutschland GmbH

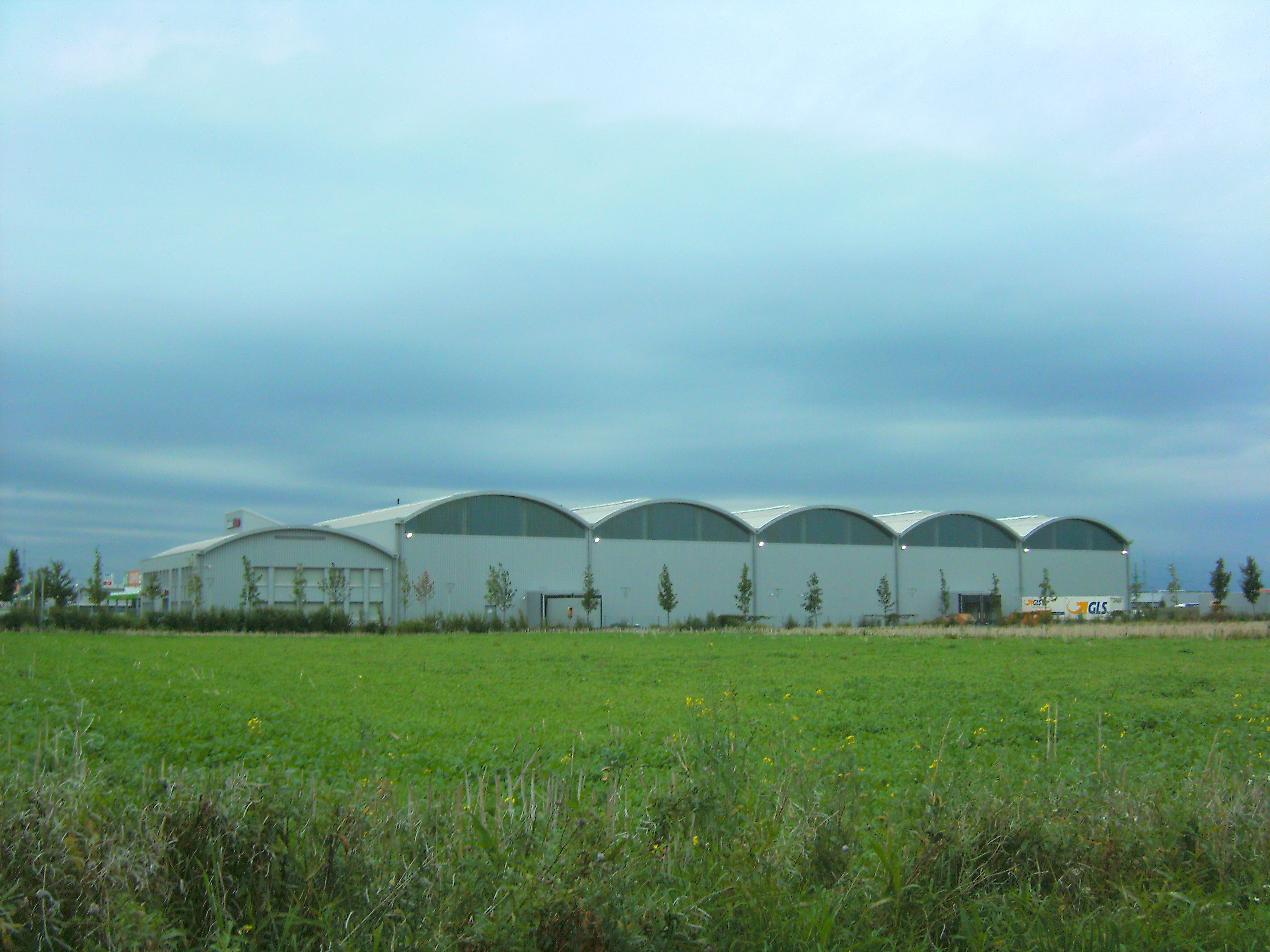
Ehemaliger GameStop Deutschland GmbH in Memmingen

Die GameStop Deutschland GmbH ist eine Tochtergesellschaft der GameStop Corporation und betrieb rund 170 Filialen in Deutschland. Sie hatte ihren Sitz in Memmingen, der zugleich als Zentrale für ganz Europa fungierte. 2023 wurde der Sitz nach Tannheim verlegt. Am 29. November 2024 wurde bekannt, dass nach den Schließungen im Jahr 2023 von rund 100 Filialen in Deutschland möglicherweise auch alle verbliebenen 70 Filialen geschlossen und damit der Betrieb in Deutschland zum 31. Januar 2025 eingestellt wird. Das Unternehmen bestätigte diese Informationen nicht.
Am 11. Dezember 2024 wurde offiziell bekanntgegeben, dass GameStop alle Aktivitäten in Deutschland einstellen wird. Die ersten lokalen Stores begannen mit ihrer Schließung am 22. Januar, wobei hingegen die folgenden Stores bis zum 31. Januar 2025 schlossen. Der Onlineshop wurde bereits am 10. Januar 2025 eingestellt.
Im März 2025 zeigte sich, dass die Sparmaßnahmen gewirkt haben. Der Gewinn soll sich wieder verdoppelt haben. Außerdem kündigte das Unternehmen an, Bitcoin als Währungsreserve mit aufzunehmen.

## GameStop Österreich GmbH
Ende Januar und Anfang November 2022 gab es Medienberichte, dass GameStop alle Filialen in Österreich schließen wolle. Im Laufe des Jahres 2023 wurden die letzten der zu Bestzeiten 29 Filialen geschlossen. Am 1. August 2023 schloss schließlich auch der österreichische Online-Shop.